# UB-3号潜艇
陛下之UB-3号艇是德意志帝国海军于第一次世界大战期间建造的UB-I型近岸作战潜艇或称U艇的三号艇。它由基尔的日耳曼尼亚船厂承建，自1914年11月3日开始铺设龙骨。其全长略大于28米，水面及水下排水量分别为127吨和142吨，艇载武器除两具450毫米的艇艏鱼雷发射管外，还有一挺安装在甲板上的机枪。它于1915年3月下水并以UB-3号之名交付使用。
UB-3号于1915年4月被拆解为若干个部分通过铁路运抵奥匈帝国的军港普拉再重新组装。它于5月1日正式加入普拉区舰队，并于5月23日临时执行前往土耳其的首次巡逻任务期间失踪。根据德国在战后的一项研究得出的结论，UB-3号很可能是因未知的技术故障而受难，因为当时那片海域并无任何雷区或敌对行动。该艇就此成为首艘损失的UB级潜艇。

## 设计及建造
在第一次世界大战初期，随着德意志帝国陆军沿北海海岸快速推进，比利时佛兰德沿岸的安特卫普、泽布吕赫和奥斯坦德等港口相继落入德国人手中，这大大方便了德军潜艇遣出英吉利海峡的作战行动。然而，帝国海军当时却缺乏适合在佛兰德周边狭窄的浅海中行动的U艇。为此，1914年8月中旬开始设计的“34号工程”催生出了UB-I型潜艇，这是一种可以通过铁路运输发往作战港口并能够迅速组装的小型近岸潜艇。为满足铁路限界的要求，UB-I型的设计需要艇长在28米左右，排水量约125吨，并装备两具鱼雷发射管。UB-3号是由国家海军办公室作为首批八艘UB-I型潜艇（UB-1至UB-8号）的一部分，于1914年10月15日向基尔日耳曼尼亚船厂订购，此时距离该艇型的设计启动尚不足两个月。
UB-3号自1914年11月3日开始在日耳曼尼亚船厂铺设龙骨，至1915年3月15日在基尔下水。竣工时，UB-3号的全长为28.10米，舷宽3.15米，有3.03米的吃水深度。它搭载有一台功率为45千瓦特（60匹軸馬力）的戴姆勒四缸四冲程柴油发动机用于水面运行，以及一台89千瓦特（119匹軸馬力）的西门子-舒克特电动发电机用于水下航行；两者都与一副单螺旋桨轴相连，可分别提供最高6.47節（11.98每小時）的水面航速和最高5.51節（10.20每小時）的水下航速。在更匀速的状态下，它可以连续在水面航行1,650海里（3,060）而无需加油，或连续在水下航行45海里（83）而无需充电。与同型的所有姊妹艇一样，UB-3号的潜航深度为50米，可以在33秒内完全潜入水中。
在武器装备方面，UB-3号内置有两具450毫米的艇艏鱼雷发射管，可装载2枚C/03型鱼雷，舰桥前部的甲板上则设有一挺可拆卸的8毫米机枪。其标准船员编制为1名军官加13名水兵。

## 服役历史
UB-3号于1915年3月14日在首次担任U艇艇长、年仅27岁的海军中尉齐格弗里德·施密特的指挥下正式入役，并在德国本土水域进行了海试。
作为被选派至地中海值勤的四艘UB-I型艇之一，UB-3号自竣工起便已准备好用于铁路运输。通过铁路运输的过程包括将潜艇拆解成一个实质上的散装套件。每艘艇被分成大约15块，其中艇体分解为三部分装在平板车上，舰桥、蓄电池和上层建筑中的相关设备装入另外五节车厢中。4月15日，UB-3号被运往德国盟友奥匈帝国的海军基地——普拉。在所有部件抵达普拉后，则需耗时大约两周时间完成重新组装。UB-3号于5月1日正式加入普拉区舰队。由于德国与意大利直至1916年8月28日才正式交战，为了合理化与意大利舰艇发生冲突，以及掩饰德籍U艇在地中海的活动，该艇被赋予了奥匈帝国海军的船号，并悬挂奥匈帝国舰旗。UB-3号因此成为U-9号。
至5月下旬，UB-3号已经沿着亚得里亚海航行去到奥匈帝国的港口卡塔罗，这里是普拉区舰队大多数潜艇的实际运营基地。在其首次巡逻中，UB-3号的任务是为土耳其军队运载弹药送往伊兹密尔。由于航程有限，UB-3号先是由奥匈帝国海军的小巡洋舰诺瓦拉号拖曳通过奥特朗托海峡，然后在克基拉岛附近分离。UB-3号的计划航线是经爱奥尼亚群岛南部绕过伯罗奔尼撒半岛，再向北绕行希俄斯和卡拉布伦穿越基克拉泽斯，进入伊兹密尔湾。如果一切顺利，该艇将于5月28日或29日抵达伊兹密尔，剩下大约一半的燃料。在距离伊兹密尔尚余80海里（150）左右时，德国人收到了UB-3号发来的错乱无线电讯息，但无法完全理解。其踪迹至今未被发现。UB-3号就此成为第一艘在战争期间损失的UB级潜艇。
战后德国的一项研究得出结论，指出UB-3号的损失可能是由于一些未知的技术故障，因为在UB-3号的航道上没有雷区，也没有在该地区对U艇发动袭击的记录。而英国方面的记录，以及基于这些记录的一些资料，则给出了UB-3号于1916年4月24日在北海消亡的细节，但海军历史学家R·H·吉布森和莫里斯·普伦德加斯特认为这实际上是UB-13号的结局。他们还指出，UB-3号早在所谓的北海沉没的前一年便已失踪。

## 脚注
1. 1 2 3 4 5 6 7 8  Helgason, Guðmundur. . German and Austrian U-boats of World War I - Kaiserliche Marine - Uboat.net.   [2009-03-04].
2. 1 2  Tarrant，第172頁.
3. ↑  Gröner 1991，第22-23頁.
4. 1 2  Gardiner，第180頁.
5. 1 2  Helgason, Guðmundur. . German and Austrian U-boats of World War I - Kaiserliche Marine - Uboat.net.   [2015-03-08].
6. 1 2 3  Miller，第46–47頁.
7. ↑  Karau，第48頁.
8. 1 2 3  陈进，第45頁.
9. ↑  Miller，第458頁.
10. ↑  Williamson，第12頁.
11. ↑  Messimer，第7頁.
12. 1 2  Karau，第49頁.
13. ↑  Helgason, Guðmundur. . German and Austrian U-boats of World War I - Kaiserliche Marine - Uboat.net.   [2009-03-04].
14. 1 2  Halpern，第384頁.
15. 1 2 3 4  Messimer，第126–127頁.
16. ↑  Bendert，第13, 30, 40頁.
17. ↑  Gibson & Prendergast，第71頁.
18. ↑  Bendert，第30頁.
19. ↑  Tarrant，第24頁.
20. ↑  Dewar，第953頁.
21. ↑  Gibson & Prendergast，第91頁.